# 斑捻螺属
斑捻螺屬（学名：Punctacteon）为捻螺科的一個属。

## 物種
以下列出本屬部分物種：
- 宽带斑捻螺[1]
- 窗格捻螺
- 寺町捻螺
- 吉良斑捻螺
- 火焰斑捻螺
- 织纹斑捻螺
- 缝线斑捻螺
- 肥胖斑捻螺
- 黑纹斑捻螺